# Servicio de Recolecciones Especiales de los Estados Unidos

Sello del CSS.

El Servicio de Recolecciones Especiales de los Estados Unidos, del inglés Special Collections Service (SCS), es un grupo de la agencia de Servicio Central de Seguridad de los Estados Unidos que no está oficialmente reconocido.
El Servicio Central de Seguridad se creó en 1972 para promover la colaboración entre la Agencia de Seguridad Nacional (NSA) y el Servicio de Elementos Criptológicos de las Fuerzas Armadas de Estados Unidos. El centro del SCS se localiza en Beltsville, Maryland (39°2′43.4″N 76°51′24.8″O / 39.045389, -76.856889).
El grupo de inteligencia se ocupa de tareas de vigilancia y obtención de información clave u objectivos cruciales que se encuentren criptografiados. También trabaja con vehículos aéreos no tripulados y de observación clandestina.
Tras los Atentados del 11 de septiembre de 2001, este grupo ha aumentado significativamente y su trabajo se ha complejizado.

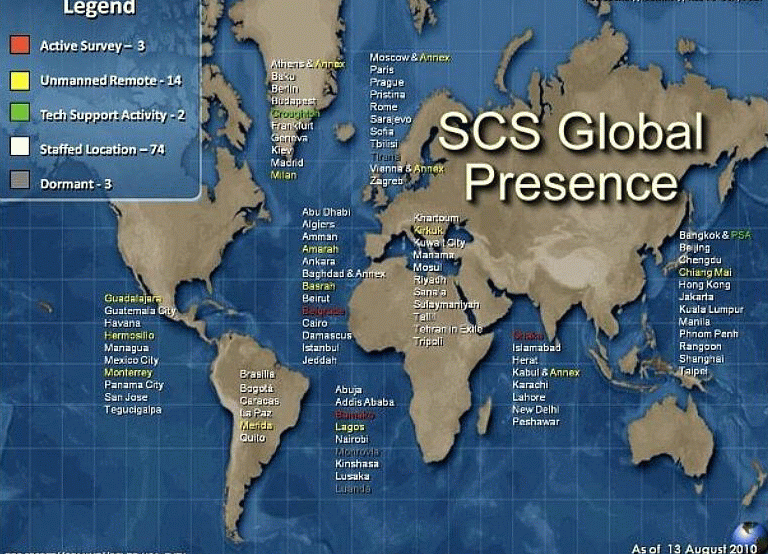
Localidad del CIA/NSA Special Collection Service (SCS), 13. agosto de 2010